# Brigate Matteotti
Le Brigate Matteotti furono, durante la Resistenza, delle formazioni partigiane legate al Partito Socialista Italiano di Unità Proletaria (PSIUP). Furono uno dei cinque principali gruppi politici partigiani che parteciparono alla lotta di liberazione nazionale.

## Storia

### La genesi
Le Brigate Matteotti possono considerarsi eredi ideali dell'omonimo battaglione, nato nel dicembre 1936 da una scissione della Colonna Italiana, che, costituitosi il 17 agosto 1936, aveva combattuto nella Guerra civile spagnola contro le forze franchiste. Tale scissione fu determinata dal rifiuto dell'ala anarchica di accettare come ufficiale Ottorino Orlandini, antifascista cattolico; nel nuovo Battaglione Matteotti erano quindi confluiti i militanti repubblicani, comunisti e di Giustizia e Libertà e nomi di spicco quali Libero Battistelli, Angelo Monti e Ottorino Orlandini.

### La costituzione
Nella Resistenza Italiana, sin dal 9 settembre 1943 erano attive, a Roma e nel Lazio, alcune "squadre" Matteotti, poi riorganizzate in Brigata Matteotti al comando di Giuseppe Gracceva ed alle dipendenze di Giuliano Vassalli, membro della Giunta militare centrale del CLN.
Le Brigate Matteotti, tuttavia, si costituirono il 12 dicembre 1943 con la creazione della I Brigata d'assalto Matteotti a Caerano San Marco (Provincia di Treviso) e nella zona del Monte Grappa (Provincia di Vicenza), per iniziativa di un gruppo di patrioti veneti di fede socialista: esse però non diedero avvio a nuovi reclutamenti, dal momento che l'orientamento della classe dirigente del PSIUP era quello di integrare i volontari socialisti impegnati nella lotta antifascista in altre formazioni partigiane attive in molte zone dell'Italia centro-settentrionale. Si dovrà pertanto attendere la primavera del 1944 prima che venissero costituite altre brigate d'assalto Matteotti, ribattezzate, fin dal giugno di quello stesso anno, Brigate Giacomo Matteotti.
Le brigate erano costituite in massima parte da aderenti e simpatizzanti del PSIUP ma, in alcune formazioni, parte dei militanti provenivano da altri partiti antifascisti. Occorre, infatti, rimarcare che le compagini anarchiche che rispondevano al nome di Brigate Bruzzi Malatesta agivano di concerto con le Brigate Matteotti, in quanto gli anarchici preferivano operare assieme a formazioni legate ad un'osservanza politica non moscovita, vista la rottura tra le frange anarchiche e libertarie e i comunisti, avvenuta durante la guerra di Spagna. Vi furono, al contrario, raggruppamenti partigiani, come la Banda Dionigi Superti, operante in Val d'Ossola, che pur non essendo inquadrati nelle Brigate Giacomo Matteotti erano composti quasi esclusivamente da combattenti reclutati nelle file del PSIUP.

### Forze in campo e zone operative
Il numero totale delle Brigate Matteotti operanti nella Resistenza è stimabile in settanta brigate operative. Le brigate furono particolarmente attive in Piemonte e Valle d'Aosta, ma anche in Lombardia, Veneto, Emilia-Romagna e Toscana, oltre che durante il periodo della Resistenza romana.
Piemonte
Le brigate piemontesi e valdostane erano comandate da Andrea Camia. Fra le formazioni più importanti operanti in Piemonte segnaliamo le divisioni:
- Italo Rossi, presente nell'Alto Monferrato e articolata in cinque brigate, un gruppo De Franchi e una Squadra volante
- Marengo, formata da tre brigate (Po, Val Bormida e Val Tanaro), che aveva i propri punti di forza nella zona di Tortona e nel Monferrato
- Giorgio d'Avito (quattro brigate, una brigata d'assalto e una brigata di manovra), attiva nel Canavese e nelle Valli di Lanzo
- Renzo Cattaneo concentrata in gran parte nelle Langhe
- Valle d'Aosta (cinque brigate) attiva quasi esclusivamente nella regione omonima
- Bruno Buozzi (sette brigate) costituita da ben sette brigate, che aveva il proprio centro operativo a Torino e zone immediatamente limitrofe

Lombardia
Fra le formazioni più consistenti operanti in Lombardia possiamo annoverare:
- la 7ª Brigata del Bresciano
- Due reggimenti S.A.P., uno attivo nel Varesotto (3 brigate) e l'altro nella zona di Milano e provincia (otto brigate)[7]
- La divisione Barni (tre brigate), che controllava ampie zone della Lomellina, dove operavano pure le Brigate Bruzzi Malatesta.
- Una divisione formata da sei brigate che combatté nella zona di Cremona e una brigata nel bresciano

Veneto
In Veneto fu particolarmente attiva una brigata operante alle pendici del Monte Grappa, che era nata dalla fusione della I Brigata d'assalto Matteotti, la più antica formazione partigiana psiuppina ed altri gruppi combattenti locali. Anche nel Padovano agì, fin dalla primavera del 1944, una Brigata Giacomo Matteotti.
Emilia-Romagna
In Emilia-Romagna furono reclutate due brigate, una delle quali, subito dopo la liberazione di Forlì (novembre 1944), combatté sul fronte di guerra a fianco delle truppe alleate e ad una formazione GL. nella 5ª Brigata "Bonvicini" operò Licurgo Angelo Fava, medaglia d'oro al valor militare.
La “Brigata Matteotti Pianura”, nella Bassa bolognese, fu guidata da Alfredo Calzolari, il partigiano “Falco”, morto in combattimento e perciò insignito della medaglia d’oro al valore militare.
Della III Brigata Matteotti “Città di Bologna” fu invece comandante il dirigente socialista Otello Bonvicini, che catturato dai fascisti a fine marzo del 1945, resistette alle torture e venne fucilato il 19 aprile, due giorni prima della Liberazione di Bologna, venendo per questo insignito della medaglia d'oro al valor militare alla memoria.
Toscana
In Toscana fu particolarmente attiva, nell'estate 1944, la brigata Antonio Giuriolo.

### La lotta armata
Le Brigate Giacomo Matteotti si distinsero, durante la lotta partigiana, per la propria efficacia, disciplina interna e spirito combattivo.
Fra le tante azioni che le videro protagoniste:
- Nel Lazio: il 10 settembre 1943 Sandro Pertini è a Porta San Paolo con i primi gruppi di resistenza socialisti, nel tentativo di contrastare l'ingresso nella Capitale delle truppe tedesche, combattendo a fianco dei granatieri e usando come proiettili anche cubetti di porfido. Si guadagna in questi giorni la medaglia d'oro al valor militare[9]; con lui sono il futuro ministro Mario Zagari, il sindacalista Bruno Buozzi[10], Giuseppe Gracceva e Alfredo Monaco[11]. Contemporaneamente le prime "squadre Matteotti" combattono a piazza Tuscolo, mettendo in fuga una pattuglia tedesca e uccidendone il comandante; a Porta Portese, provocando sette vittime tra i tedeschi; a borgata Gordiani, con Nicola Conte, alle Capannelle, a via Appia Nuova e alla Basilica di San Giovanni. Fa parte del gruppo dirigente delle formazioni partigiane anche Pietro Nenni, rifugiato nel Palazzo del Laterano.

Una delle azioni più eclatanti delle formazioni romane avvenne a Roma il 25 gennaio 1944. Difatti nell'ottobre del 1943, Sandro Pertini e Giuseppe Saragat erano stati catturati dalle SS e condannati a morte per la loro attività partigiana. Tuttavia la sentenza non venne eseguita grazie all'azione dei partigiani socialisti che si concluse con la loro evasione dal carcere di Regina Coeli. L'azione fu organizzata da Giuliano Vassalli, che si trovava presso il tribunale militare italiano, con l'aiuto di altri partigiani delle Brigate Matteotti, tra cui Giuseppe Gracceva, Massimo Severo Giannini, Filippo Lupis, Ugo Gala e il medico del carcere Alfredo Monaco. Si riuscì così prima a far passare Saragat e Pertini dal "braccio" tedesco a quello italiano e quindi a produrre degli ordini di scarcerazione falsi, redatti dallo stesso Vassalli, per la loro liberazione (a conferma dell'ordine arrivò anche una falsa telefonata dalla questura, fatta da Marcella Monaco, moglie di Alfredo). I due furono dunque scarcerati insieme ai partigiani Luigi Andreoni del PSIUP, Torquato Lunadei, Ulisse Ducci, Carlo Bracco e Luigi Allori. A Marcella Monaco verrà conferita la medaglia d'argento al valor Militare.
Francesco Malfatti di Montetretto, figlio di un dissidente già esule in Francia, costituì una rete informativa segreta per la raccolta di informazioni, che mise a disposizione di Peter Tompkins, agente del servizio segreto statunitense OSS. Tale rete era formata da una sessantina di uomini che, ventiquattro ore su ventiquattro, sorvegliavano i movimenti delle truppe tedesche in entrata e in uscita da Roma, sulle vie consolari. Ciò permise a Tompkins, con la collaborazione degli operatori di “Radio Vittoria”, di tenere costantemente informato il contingente anglo-americano della testa di ponte di Anzio, con notizie affidabili.
Nel febbraio del 1944, Giuseppe Gracceva organizzò con la sua squadra, guidata dai fratelli Cosimo e Edoardo Vurchio, una delle più importanti azioni militari: il minamento di un treno carico di munizioni che venne fatto esplodere all'interno della stazione di Roma Ostiense.
In seguito, le Brigate Matteotti romane subiranno forti perdite: il 3 aprile 1944 sono arrestati Giuliano Vassalli e il comandante Giuseppe Gracceva; reclusi a Via Tasso, saranno entrambi torturati e condannati a morte. Il 26 maggio, Eugenio Colorni è assassinato da un fascista della banda Koch. Dopo l'arresto di Buozzi e Vassalli e l'Eccidio delle Fosse Ardeatine, Malfatti rimane l'unico comandante superstite operativo della colonna socialista romana del movimento partigiano.
Il 3 giugno, mentre gli alleati si accingono ad entrare da sud nella Capitale, i tedeschi in fuga caricano due camion di prigionieri di Via Tasso per deportarli in Germania. Giuliano Vassalli scampa alla deportazione per intercessione del Vaticano. Gracceva e i passeggeri del primo camion si salvano perché l'automezzo è guasto e non parte. Sul secondo camion ci sono 14 prigionieri, in gran parte socialisti; il convoglio pernotta nei pressi di La Storta, sulla Via Cassia. Il giorno dopo, i tedeschi li portano in una zona cespugliosa e li uccidono con un colpo di pistola alla testa. Tra gli assassinati anche Bruno Buozzi, leader sindacale socialista.
- In Piemonte: l'offensiva su Cuorgnè, nei primi giorni di giugno 1944, in cui cadde la medaglia d'oro Italo Rossi, al quale sarà intitolata una divisione, di cui faceva parte Vinicio Cortese, comandante di un battaglione, a sua volta medaglia d'oro alla memoria, protagonista dei sabotaggi alla galleria ferroviaria San Giorgio e a un ponte di Ozzano Monferrato; l'attacco a reparti paramilitari della Repubblica Sociale Italiana nei pressi di Pont Canavese, in cui venne ferito il ministro fascista Alessandro Pavolini; lo scontro vittorioso sostenuto dalla divisione Marengo contro un contingente repubblicano a Cisterna d'Asti, a fianco di raggruppamenti appartenenti a Giustizia e Libertà e alle Brigate d'assalto Garibaldi, la liberazione dei prigionieri politici rinchiusi nel carcere di Alba, operata il 23 marzo 1945 dalla XXI Brigata con un'azione temeraria divenuta leggendaria (le forze nazi-fasciste presenti in città erano di gran lunga superiori per numero e armamento); la lotta urbana per la liberazione di Torino, sostenuta dalla Bruno Buozzi che si affiancò alle altre formazioni partigiane piemontesi (Brigate d'assalto Garibaldi, GL, Brigate Autonome, Brigate cattoliche ecc.) nelle ultime fasi di guerra.
- In Toscana: la Brigata Antonio Guriolo combatté con ardimento a Orsigna (luglio 1944) e, successivamente, nei pressi del lago Scaffalolo, riuscendo a tenere impegnato un battaglione motorizzato tedesco per alcuni giorni.
- In Veneto: lo scontro a Crocetta del Montello avvenuto nell'estate 1944 fra la I Brigata Giacomo Matteotti, e forze tedesche e fasciste che presidiavano il paese. L'azione non ebbe carattere risolutivo, ma fu l'inizio di un risveglio delle energie antifasciste locali che trovò compimento nella Battaglia del Grappa combattutasi nel settembre di quello stesso anno a Bassano del Grappa e nelle sue immediate vicinanze. Alla battaglia partecipò, accanto a una Brigata Giacomo Matteotti, anche una brigata d'assalto Garibaldi e la brigata Italia libera. I reparti fascisti della Divisione Tagliamento appoggiati da truppe motorizzate tedesche, vennero in un primo tempo costretti a ripiegare (20 settembre) ma nei giorni successivi, ricevuti rinforzi, ebbero il sopravvento. La Brigata Giacomo Matteotti e dalle altre brigate partigiane contarono 773 morti fra caduti sul campo e fucilati[20]. La battaglia del monte Grappa ebbe una proiezione nazionale e indusse il comando alleato a sostenere con più vigore, mediante l'invio di armi e medicinali, i gruppi partigiani operanti in Veneto.[senza fonte]
- In Lombardia: le Brigate Matteotti si segnalarono nell'aprile 1945 durante la liberazione di Milano e Varese.

## Combattenti e personalità di spicco
- Carlo Andreoni
- Luigi Andreoni
- Giacomo Andreoni
- Achille Ardigò
- Giovanni Alasia
- Filippo Amedeo
- Corrado Bonfantini
- Piero Boni
- Bruno Buozzi, trucidato nell'Eccidio de La Storta
- Ignazio Buttitta
- Alfredo Calzolari
- Eugenio Colorni
- Nicola Conte
- Libero De Angelis, trucidato nell'Eccidio de La Storta
- Pasquale Educ
- Marcella Ficca Monaco
- Mario Fioretti
- Massimo Severo Giannini
- Giuseppe Gracceva
- Antonio Greppi
- Antonio Giuriolo
- Alberto Jacometti
- Francesco Malfatti di Montetretto
- Matteo Matteotti
- Alfredo Monaco
- Rodolfo Morandi
- Pietro Nenni
- Franco Nicolazzi
- Dario Paccino
- Antonio Pauletto[21]
- Sandro Pertini
- Cesare Pozzi
- Giuseppe Raffa
- Italo Rossi
- Renato Rovelli
- Sergio Ruffolo
- Giuseppe Saragat
- Guido Seborga
- Leo Solari[22]
- Saverio Tunetti, trucidato nell'Eccidio de La Storta
- Giuliano Vassalli, Medaglia d'argento al valor militare
- Francesca Laura Fabbri Wronowski
- Mario Zagari
- Alessandro Zannini, Medaglia d'oro al valor militare